# Lutz Hachmeister
Lutz Hachmeister (10 de septiembre de 1959, Minden, Renania del Norte-Westfalia, Alemania - 26 de agosto de 2024) es un historiador de los medios, premiado productor cinematográfico y periodista. En particular alcanzó reconocimiento internacional en 2005 por la dirección de la película "El Experimento Goebbels" (“The Goebbels Experiment”)
en coproducción con la BBC, con Kenneth Branagh como narrador de los diarios de Joseph Goebbels. En 2006 Hachmeister estableció el “Institut für Medien- und Kommunikationspolitik” (IfM) con sedes en Berlín y Colonia, que está estrechamente vinculado con el sector de los medios de comunicación de Angloamérica.

## Carrera Académica
Lutz Hachmeister estudió Ciencias de la Comunicación, Sociología y Filosofía en las Universidades de Münster y de Berlín. En 1986 se graduó con su tesis doctoral sobre “La historia de las ciencias de la comunicación en Alemania.” En 1999 defendió su tesis de habilitación que trata de Franz Six. Como superior de Adolf Eichmann, Six era responsable del Servicio de Seguridad (SD) del grupo paramilitar nazi SS. La obra de Hachmeister sobre la carrera de Six 
fue reconocida como una de las “nuevas biografías” de los años 90, describiendo detalladamente la mentalidad y el papel de la élite académica joven en la organización del Tercer Reich. Después de haber obtenido su habilitación en Periodismo en 1999, empezó a enseñar Historia y Política de los medios de comunicación en la Universidad de Dortmund. 
Al contrario de las tendencias actuales en las ciencias de los medios de comunicación y en la investigación de la comunicación, Hachmeister aplica un método llamado “konkrete Kommunikationsforschung” (investigación concreta de la comunicación), que se basa en su mayor parte en los modelos clásicos socio-psicológicos de los estudios americanos de comunicación (Harold Dwight, Lasswell, Robert Ezra Park). Además se refiere frecuentemente a las teorías canadienses de la ciencia de la comunicación y al profesor de derecho decisionista Carl Schmitt.

## Carrera profesional
Hachmeister ha trabajado como periodista para varios periódicos alemanes, como "Der Tagesspiegel", “Die Woche” y "Süddeutsche Zeitung". Sus trabajos de investigación en torno a antiguos nazis y oficiales de las SS que habían sido contratados en los años formativos de la revista alemana “Der Spiegel”, causaron un largo debate sobre la historia de la revista, ya que se solía considerar una revista con tradiciones puramente liberal de izquierdas. Desde 1989 hasta 1995, Hachmeister dirigió el Instituto Adolf Grimme en Marl (Renania del Norte-Westfalia) que es el centro de las investigaciones en el ámbito de los medios y la comunicación.
En 1991, Hachmeister fundó la Cologne Conference, un festival de cine en Colonia, que dirigió hasta 2001. Desde el año 1995 es socio de la empresa consultora coloniense de medios de comunicación HMR International, de la que actualmente (2009) es director.
Hoy en día, Hachmeister, es considerado el „experto mediático más importante de Alemania“(Berliner Zeitung, 21.07.1997), dirige el “Institut für Medien- und Kommunikationspolitik” (IfM). Dicho Instituto se dedica a la investigación de las políticas de los medios de comunicación en Alemania, Europa y en todo el mundo. En particular, es conocido por organizar coloquios de alto grado, en los que participan invitados como Alan Rusbridger, Greg Dyke o Norman Pearlstine.

## Carrera cinematográfica
Como realizador y director de películas documentales, Hachmeister destaca tanto a nivel nacional como a nivel internacional. En 2004 ganó el premio del Instituto Grimme (un prestigioso premio entre los mejores producciones alemanas de televisión) por “Schleyer. Eine deutsche Geschichte”, un documental sobre Hans Martin Schleyer, que fue asesinado en 1977 por la Fracción del Ejército Rojo. Un año después en 2005, su película “The Goebbels Experiment” se estrenó en la Berlinale, el festival internacional de cinema de Berlín y fue alabado por la crítica de New York Times. En septiembre de 2009 ganó el premio alemán a la mejor película documental (Deutscher Fernsehpreis, Beste Dokumentation) por “Freundschaft! Die Freie Deutsche Jugend.” Este documental muestra la historia de la Juventud Libre Alemana, una organización de jóvenes en la antigua República Democrática Alemana. 
Varias películas de Hachmeister tratan del tema de la sociedad francesa. En el año 2001 realizó el documental “Hôtel Provençal” para la cadena de televisión francesa Arte, que relata la historia de aquel hotel en Juan-les-Pins, que ahora, después de treinta años, se encuentra abandonado y sigue siendo un símbolo para la grandeza de ese pequeño pueblo de la Costa Azul. En 2003, Hachmeister dedicó una serie documental a cuatro pueblos en la Costa Mediterránea (Poquerolles, Marseille, Monaco y San Remo) donde hizo un retrato cultural e histórico. En 2006, realizó “La Baie des Milliardaires” para Arte y ZDF, una película en la que muestra el desarrollo histórico y social de la región de Antibes, desde la ola de emigración de la aristocracia rusa y de familias ricas de industriales que venían de toda Europa hasta el año 1990, cuando llegaron los representantes de la nueva oligarquía rusa.
Actualmente (2009), Hachmeister está realizando un documental titulado “Tres Estrellas”, que trata de la vida y el trabajo cotidiano de algunos cocineros de tres estrellas Michelin, entre ellos Juan Mari Arzak y Elena Arzak del restaurante Arzak en San Sebastián.

## Filmografía
- 2015 Der Hannover-Komplex (documental)
- 2012 The Real American - Joe McCarthy (docudrama ficcionado)
- 2011 Drei Sterne (Tres Estrellas, documental)
- 2008 Revolution! Das Jahr 1968 (Revolution! The Year 1968, documental con Stefan Aust)
- 2008 Freundschaft! – Die Freie Deutsche Jugend (Friendship, documental sobre la Juventud Libre Alemana organización en la antigua República Democrática Alemana)
- 2007 Baie des Milliardaires (Bay of Billionaires, documental sobre el Cap d’Antibes)
- 2005 The Goebbels Experiment (documental)
- 2004 Schleyer. Eine deutsche Geschichte. (Schleyer – The Business of Terror, documental)
- 2000 Hotel Provençal. Aufstieg und Fall der Riviera. (documental sobre ascenso y decadencia del hotel en la Riviera francesa)
- 1997/98 mondän! (serie de televisión sobre los sitios lujosos de los años 60 como Deauville, Portofino, Saint Tropez)